# Triple Seven
M/Y Triple Seven, tidigare namn 777 och Triple 7, är en superyacht som är tillverkad av Nobiskrug i Tyskland. Den levererades 2006 till en okänd ägare. 2013 köpte den ryska oligarken Aleksandr Abramov yachten för €39,75 miljoner. Triple Seven designades både exteriört och interiört av Newcruise. Superyachten är 67,74 meter lång och har kapacitet att ha tolv passagerare fördelat på fem hytter. Den har också plats för 18 besättningsmän.
2018 lades Triple Seven upp till försäljning och där försäljningspriset var då på €44,9 miljoner.